# 沙赫爾庫爾德
沙赫爾庫爾德（波斯語：‎，羅馬化：Shahr-e Kord）是伊朗的城市，位於該國中東部，由恰哈馬哈勒－巴赫蒂亞里省負責管轄，距離首都德黑蘭521公里，海拔高度2,070米，每年平均降雨量330毫米，2006年人口148,464。

## 外部連結
- Official site of the Governorship
- Shahrekord University website （页面存档备份，存于）